# Bas van der Heijden
Pour les articles homonymes, voir Heijden.
Bas van der Heijden (en abrégé : Bas) était une chaîne de supermarchés néerlandaise créée à Rotterdam qui faisait autrefois partie des entreprises collaboratrices Dirk van den Broek.
Les supermarchés de la chaîne se trouvaient principalement avec 31 magasins en janvier 2014 dans et autour de la ville de Rotterdam ; Dordrecht, Flardingue, Giessendam, Schiedam et Spijkenisse.

## Histoire
En 1973, Bas van der Heijden a été créé par l'acquisition de Dirk van den Broek. Bas Van der Heijden possédait en 1973 10 supermarchés, dont six à Rotterdam et les autres quatre à Alblasserdam, Papendrecht, Ridderkerk et Sliedrecht. Dans les années suivantes, 19 nouveaux supermarchés ont été ouverts.
Le 13 mars 2013, le trentième supermarché a été ouvert à Rotterdam. En janvier 2014, la société mère de Digros, Dirk van den Broek et Bas van der Heijden, Detailresult, a annoncé que les trois chaînes fusionneront la même année sous l'enseigne simple de « Dirk », le nombre de magasins totalisera environ 100 supermarchés Dirk.
L'ancien propriétaire est maintenant proche de la retraite et travaille son dernier jour Atos Consulting.